# Глагол
 За буквата „глагол“ вижте глаголица.  
Глаголът е част на речта, която означава динамичен признак на лице или предмет като процес във времето.

## Произход на названието
Терминът глагол произлиза от старобългарските слова  („дума“, „реч“) и  („говоря“). Чрез удвояване на индоевропейския корен *gol- („викам“, „крещя“) е получена праславянската дума golgolъ, от която произхожда старобългарската . По сходен начин са образувани и санскритската дума गर्गर (gargara) и праславянската *kǫkoljь. От индоевропейския корен *gol- се развива също и праславянската дума *gȏlsъ със значение „глас“.
От праславянското golgolъ се развиват няколко думи в различни славянски езици:
- източнославянски – рус. *гологол;
- западнославянски – чеш. и словаш. hlahol;
- южнославянски – бълг. глагол, срб. гла́гољ, хрв. glágolj, слов. glágol.

В съвременния български език са наследени направо от старобългарския някои диалектни думи със значение „език на звънец“: глаголец (Кюстендилско), глагоръц или глоръц (Брезнишко, Радомирско и Трънско), а също и глагол със значение на „глас“ (Костур, Банско).

## Граматически категории

### Лични глаголни форми

#### Лице и число на глагола
Граматическото лице на глагола се определя от отношението между говорещото лице и глаголното лице. В граматиката глаголно лице се нарича лицето, на което се приписва глаголното действие, докато говорещо лице е лицето, което е изговорило глаголната форма.
В зависимост от отношението между говорещото и глаголното лице се наблюдават следните лица на глагола:
- Първо лице на глагола – говорещото лице съобщава за действие, което самото то извършва, т.е говорещото и глаголното лице съвпадат.
- Второ лице на глагола – говорещото лице съобщава за действие, което се извършва от събеседника.
- Трето лице на глагола – говорещото лице съобщава за действие, което се извършва от лице, неучастващо в общуването.

Числото на глагола се определя от броя на лицата, участващи в глаголното лице. Числото на глагола е единствено, ако има само едно лице, и множествено при повече от едно. В някои езици съществува и двойствено число, което се използва, ако има точно две лица.

#### Време на глагола
Времето е една от най-характерните граматически категории за глагола и показва кога се извършва глаголното действие спрямо момента на говорене. При най-простата класификация спрямо времето на говорене глаголните времена се делят на:
- Сегашно време – действието се върши в момента на говоренето.
- Минало време – действието е извършено преди момента на говорене.
- Бъдеще време – действието предстои да бъде извършено.

Много езици се задоволяват с тази проста класификация, но съществуват и по-сложни системи от глаголни времена, тъй като освен сегашен момент съществуват и други допълнителни ориентационни моменти, като минал или бъдещ. В такъв случай глаголното време е със сложна ориентация, защото може да бъде ориентирано спрямо някой от тези допълнителни моменти.
Примери за времена със сложна ориентация са бъдеще време в миналото (изразява бъдеще действие спрямо минал момент) или минало предварително време (изразява резултат от минало действие спрямо минал момент).

#### Спрежение на глагола
Спрежението обозначава начина на получаване на производни форми на даден глагол от неговия корен чрез изменение по лице и число. То е също така и традиционното название на група глаголи, които се спрягат по сходен начин в даден език (клас от глаголи).

#### Вид на глагола
Видът на глагола показва отношението на глагола към целостта на глаголното действие. Има глаголи от свършен вид и глаголи от несвършен вид. Глаголите от свършен вид представят действието като цялост, докато глаголите от несвършеният вид представят действието в процес на извършване.

#### Залог на глагола
Залогът изразява отношението на глаголното лице към глаголното действие, тоест дали глаголното лице върши, или търпи действието. Глаголната форма е в деятелен залог, ако глаголното лице върши действието, или в страдателен залог, ако глаголното лице търпи действието.
Пример:
- Деятелен залог: Учениците посетиха музея.
- Страдателен залог: Музеят беше посетен от учениците.

#### Наклонение на глагола
Наклонението изразява отношението на говорещото лице към изказаното от него глаголно действие. В зависимост от отношението съществуват следните основни наклонения:
- Изявително наклонение (индикатив) – говорещото лице представя глаголното действие като реално.
- Повелително наклонение – изразява подкана (заповед или молба).
- Условно наклонение – глаголното действие е представено като зависещо от някакво условие.

Освен тези наклонения в някои езици се срещат и други като отрицателно повелително наклонение (прохибитив), желателно наклонение (оптатив), подчинително наклонение (конюнктив) и др.
В българския език традиционно се приема съществуването на четири наклонения: изявително, повелително, условно и преизказно. Преизказните глаголни форми означават, че лицето не е било свидетел, а предава фактите по чужди сведения.

### Нелични глаголни форми
Неличните глаголни форми са тези форми, които не се менят по лице и число. Те представляват преходна форма между глагол и друга част на речта.

#### Причастие
Причастието е глаголно-именна категория, която съчетава особеностите на глагола и прилагателното име. Причастията се характеризират с време (сегашни или минали, в някои езици и бъдещи) и залог (деятелни и страдателни). Причастията често се използват за образуване на сложни глаголни времена.

#### Деепричастие
Деепричастието е неизменяема глаголна форма, която представлява глаголно наречие и изразява второстепенно действие, съпътстващо действието, изразено от сказуемото. Деепричастието не притежава собствено глаголно лице, затова се подразбира, че глаголното лице на сказуемото (тоест подлогът) извършва действието, изразено от деепричастието. Неспазването на това правило води до създаване на двусмислени или безсмислени изречения.

#### Отглаголно съществително
Отглаголното съществително е съществително име, образувано от глаголна основа и означаващо опредметено действие (процес или състояние), представено в абстрактен смисъл, тоест то е име на действие, представено в процеса на осъществяването си.

#### Инфинитив
Инфинитивът изразява действието само по себе си независимо от граматическите му характеристики. Тоест тази глаголна форма обозначава единствено същността на действието, без да дава сведения за глаголното лице, време и наклонение. Затова инфинитивът се смята за основна форма на глагола и го представя в речниците.
Съвременният български език не притежава инфинитив на глагола, а само съкратен инфинитив, който се използва в малък брой конструкции. Затова за основна форма на глаголите в българския език се приема формата за първо лице, единствено число, сегашно време:
писа → писах → пиша.
Глаголите в старобългарския език са притежавали инфинитив:
 , ,  и т.н.

#### Супин
Супинът е нелична глаголна форма, близка до инфинитива, която изразява цел и се използва при глаголите за движение.

## Глаголът в българския език
Глаголът в българския език е изключително богат в граматическо и морфологическо отношение и има голям брой форми. Той наследява старобългарската глаголна система и запазва някои типични черти на славянския език, които са изчезнали в другите езици. Българският глагол има три граматически лица, две числа, три рода, девет глаголни времена, два вида, два залога и четири наклонения.

### История
Историческият развой на българския глагол се характеризира с множество промени, които водят до обогатяване на системата от глаголни времена и появата на нови глаголни форми. Същевременно се наблюдава опростяване на някои лични форми и загубване на някои нелични.
Основна характеристика на промяната на глаголната система в българския език е появата на система от преизказни форми, образувани върху основата на стария перфект (понастоящем минало неопределено време). Преизказните форми са възникнали преди края на XIV век, но писмените паметници от тази епоха съдържат оскъдни сведения за развитието им. Причините, довели до появата на тези форми, все още не са напълно изяснени, но някои проучвания дават основание да се смята, че появата им се свързва с чуждоезиково влияние, най-вероятно тюркско.
Друга важна особеност на българския език е, че той е запазил разграничението между двете прости минали времена – минало свършено (аорист) и минало несвършено (имперфект). Причината за този процес е, че перфектът е послужил за образуване на система от преизказни глаголни форми и по този начин е загубил способността си да се употребява като синоним на аориста и имперфекта и да ги замества напълно както в останалите славянски езици.
Сред най-важните черти на развитието на българската глаголна система е загубването на някои нелични глаголни форми като сегашното деятелно и страдателно причастие, свършеното (минало) деепричастие, инфинитива и супина. От старобългарския език днес са запазени миналото свършено деятелно („елово“) причастие и миналото страдателно причастие, тъй като те влизат в състава на различни сложни глаголни форми. Запазено е и несвършеното (сегашното) деепричастие. От сегашното страдателно причастие остават само отделни форми, функциониращи като прилагателни имена. С възникването на преизказните форми се създава ново причастие, т.нар. минало несвършено деятелно причастие, което служи за преизказване на минало несвършено време. Сегашното деятелно причастие се възстановява в българския език през Възраждането под влияние на руския език.

### Спрежение
В българския език има три спрежения според основната гласна, т.е. последния звук на формата за 3 л., ед.ч., сег. време.
- Глаголите от I спрежение имат основна гласна е:

чете, пише, живее.
- Глаголите от II спрежение имат основна гласна и:

говори, мисли.
- Глаголите от III спрежение имат основна гласна а или я:

гледа, стреля.
При глаголите от I и II спрежение в 1-во лице единствено число и 3-то лице множествено число на сегашно време основната гласна се губи (пиша, пишат; говоря, говорят), поради което показателят на спрежението се открива в останалите форми: пишеш, пишем; говориш, говорите.

### Време
Съвременният български език разполага с една от най-богатите системи на глаголни времена, а спрямо славянските езици тя е най-пълно развита. В съвременния български език има девет глаголни времена: сегашно, минало свършено, минало несвършено, минало предварително, минало неопределено, бъдеще, бъдеще в миналото, бъдеще предварително и бъдеще предварително в миналото.
По форма времето на глагола се дели на просто и сложно, като простите времена се състоят от една форма – самия спрегаем глагол; докато при сложните времена се употребяват и спомагателни глаголи. Простите времена в българския език са сегашно, минало свършено и минало несвършено време. Всички останали времена са сложни – три с двучленни форми (бъдеще, минало предварително и минало неопределено), две с тричленни (бъдеще в миналото и бъдеще предварително) и едно с четиричленна форма (бъдеще предварително в миналото).
От друга страна, глаголните времена се делят на акционни и резултативни: акционните наблягат на действието, а резултативните – на неговия резултат.
- Акционни времена в българския език:

сегашно време;
минало свършено време;
минало несвършено време;
бъдеще време;
бъдеще време в миналото.
- Резултативни времена в българския език:

минало неопределено време;
минало предварително време;
бъдеще предварително време;
бъдеще предварително в миналото.

### Вид
Видът на глагола е характерна черта на славянските езици и в частност на българския. Всеки глаголите е от свършен или несвършен вид, тоест показва дали глаголното действие се представя като цяло (завършено) или в процеса на извършването си, например
видя – виждам,
кажа – казвам,
дам – давам.
В българския език всяко действие може да бъде представено от два глагола – един в свършен и един в несвършен вид. Голяма част от българските глаголи са видови двойки, представящи едно и също действие по различен начин. При видовите двойки несвършеният вид се получава от свършения чрез наставки. Възможно е и образуване на глагол от свършен вид чрез представки, добавени към глагол от несвършен вид.

### Преизказни глаголни форми
Една от най-забележителните черти на съвременния български език е наличието на преизказни глаголни форми. Те се използват, когато говорещото лице не е било свидетел на действието, а съобщава за него по информация на друго лице, например: Той си взел чантата и заминал в неизвестна посока. (Подразбира се, че говорещият не е бил свидетел.) Преизказни форми имат всички времена на изявителното наклонение, простите форми на условното наклонение и сложните форми на повелителното наклонение.
Съществуват и по-сложни, засилени преизказни форми (двойно преизказни форми), които се използват при повторно преизказване на преизказни форми. Те се употребяват, когато говорещото лице пресъздава действието по информация от друго лице, което също не е било свидетел, например Той си бил взел чантата и бил заминал в неизвестна посока.